# Éparchie de Kotlas

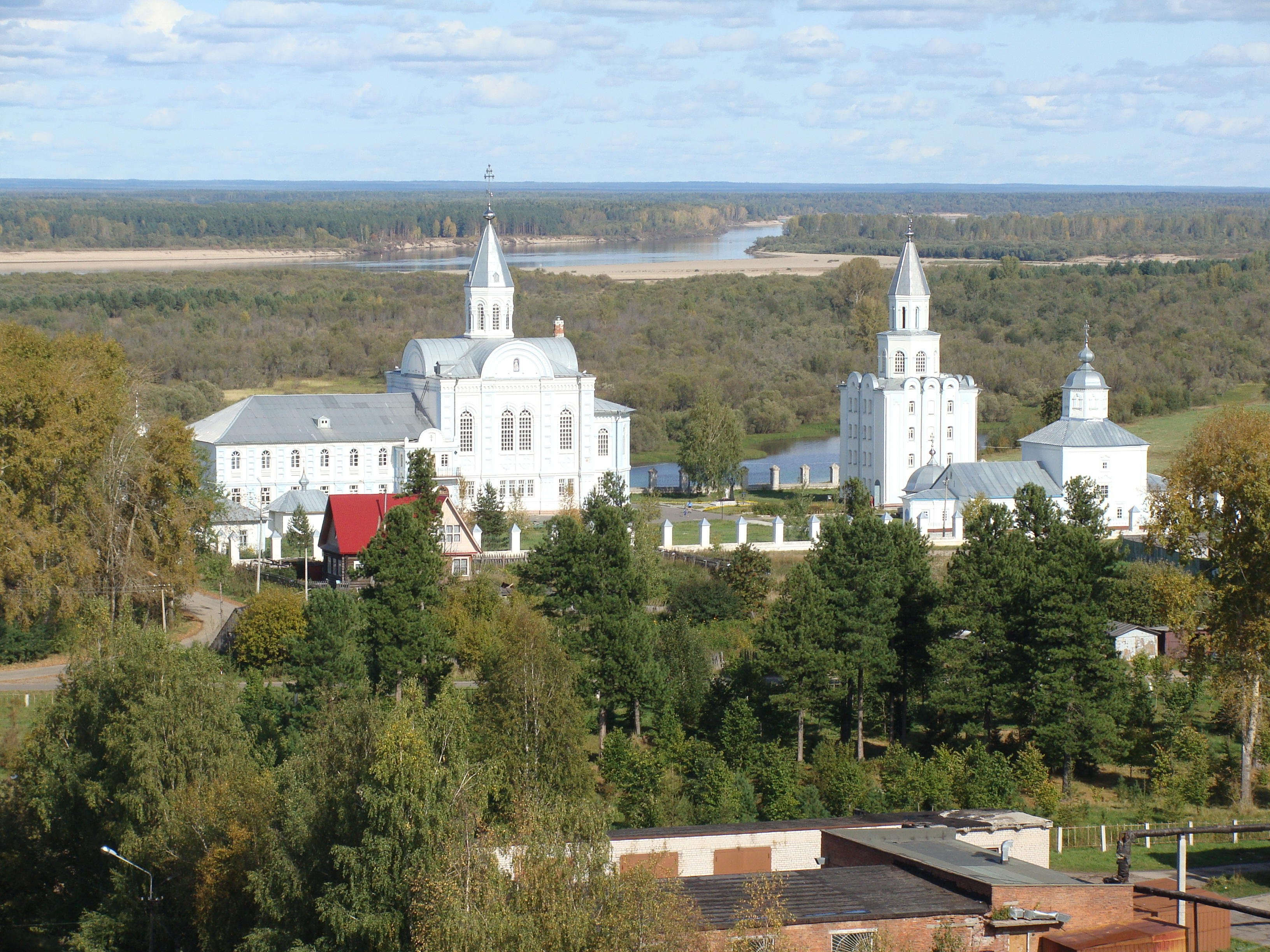
Siège de l'éparchie à l'ancien monastère Saint-Nicolas de Koriajma.

L'éparchie de Kotlas (Ко́тласская епархия) est un diocèse (éparchie) de l'Église orthodoxe russe en Russie. Elle a juridiction dans les raïons de Velsk, Verkhniaïa Toïma, Vilegodsk, Konocha, Kotlas, Krasnoborsk, de la Léna, de Niandoma, d'Oustianskaïa, et de Chenkoursk dans l'oblast d'Arkhanguelsk. Elle est soumise au siège métropolitain d'Arkhanguelsk.

## Histoire
Le Saint-Synode érige la nouvelle éparchie le 27 décembre 2011 par partage de l'éparchie d'Arkhanguelsk.
Le 4 octobre 2012, l'évêque de Kotlas et Velsk est choisi en la personne de l'higoumène Basile (Danilov), clerc de l'éparchie de Nijni Novgorod.
Le gouvernement diocésain se trouve à Koriajma , dans l'ancien monastère Saint-Nicolas.

## Ordinaires
- Daniel (Dobrovskikh) (27 décembre 2011 - 18 novembre 2012), puis métropolite d'Arkhanguelsk
- Basile (Danilov) (depuis le 18 novembre 2012)[4]

## Doyennés
- Doyenné de Velsk
- Doyenné de Kotlas
- Doyenné de Krasnoborsk
- Doyenné de Niandoma